# Physicist
Physicist è il terzo album in studio del cantautore canadese Devin Townsend, pubblicato il 26 giugno 2000 dalla HevyDevy Records.

## Descrizione
A Physicist occorsero molti anni per giungere alla sua realizzazione. Townsend suonò in precedenza con l'allora bassista dei Metallica, Jason Newsted, in un breve progetto thrash metal chiamato IR8, realizzando un demo. Successivamente i due iniziarono a lavorare su un nuovo progetto chiamato Fizzicist, che sostennero sarebbe stato «più pesante degli Strapping Young Lad»; tuttavia il progetto si interruppe quando gli allora restanti componenti dei Metallica (in particolar modo il frontman James Hetfield), appreso del progetto e del demo degli IR8, impedirono al bassista di lavorare su altri progetto parallelo.
Impossibilitato nel continuare a lavorare con Newsted, Townsend scrisse pertanto l'album da solo, intitolandolo Physicist, e radunò i suoi compagni degli Strapping Young Lad per la sua registrazione. Si trattò dell'unica occasione in cui Townsend si avvalse degli Strapping Young Lad al fine di realizzare un suo album solista.
L'album combina lo stile di Townsend con una influenza thrash metal. David Ballard di Revolver descrisse le sonorità dell'album come «una miscela di melodia e brutalità mozzafiato... saltando tra l'eleganza alla Queen e la devastazione alla Dark Angel».

## Tracce
Testi e musiche di Devin Townsend, eccetto dove indicato.
1. Namaste – 3:43
2. Victim – 3:15
3. Material – 2:47
4. Kingdom – 5:54
5. Death – 2:26 (Devin Townsend, Gene Hoglan)
6. Devoid – 1:28
7. The Complex – 3:30 (Devin Townsend, Gene Hoglan)
8. Irish Maiden – 2:44
9. Jupiter – 3:36
10. Planet Rain – 11:08

Traccia multimediale
1. Forgotten – 5:59

Tracce bonus nell'edizione giapponese
1. Forgotten – 5:59
2. Man – 5:12
3. Ocean Machines – 8:24
4. Promise – 5:26

## Formazione
Musicisti
- Devin Townsend – voce, chitarra, tastiera, arrangiamento
- Byron Stroud – basso
- Gene Hoglan – batteria
- Jed Simon – chitarra
- Chris Valagao – cori
- Marina Reid – cori
- Sharon Parker – cori
- Teresa Duke – cori

Produzione
- Devin Townsend – produzione, ingegneria del suono
- Mike Plotnikoff – missaggio
- Shaun Thingvold – ingegneria del suono, montaggio digitale
- Paul Silviera – ingegneria del suono
- Matteo Caratozzolo – ingegneria del suono
- Sawami Saito – assistenza tecnica
- Roger Swan – assistenza tecnica
- Tracy Turner – assistenza tecnica
- Byron Stroud – assistenza tecnica
- Chris Waddell – mastering